# Ritterella dispar
Ritterella dispar är en sjöpungsart som beskrevs av Kott 1957. Ritterella dispar ingår i släktet Ritterella och familjen klumpsjöpungar. Inga underarter finns listade i Catalogue of Life.